# Geboren um zu leben
Geboren um zu leben ist ein Lied der deutschen Band Unheilig. Es wurde als Single aus deren siebten Studioalbum Große Freiheit vorab ausgekoppelt. Die Single wurde erstmals am 29. Januar 2010 in Deutschland und Österreich veröffentlicht, in der Schweiz erschien sie am 14. Februar 2010. Das Musikvideo dazu hatte am 14. Januar 2010 Premiere.

## Inhalt
Die Strophenharmonien ähneln dem Stück Comptine d’un autre été von Yann Tiersen, bekannt aus dem Soundtrack des Films Die fabelhafte Welt der Amélie. Bandtypisch ist der gesamte Liedtext in deutscher Sprache gehalten. Neben der Band treten auch der Kölner Jugendchor Sankt Stephan und der Kinderchor Lucky Kids auf. Bei Geboren, um zu leben handelt es sich gewissermaßen um den Folgetitel der 2008 erschienenen Single An deiner Seite.
Gegenüber der Bildzeitung äußerte der Sänger Der Graf zum Hintergrund des Liedes: „Der Tod meines Freundes hat mich tief getroffen und inspiriert, diesen Song für ihn zu schreiben“. Das soll durch Textzeilen wie „Ich sehe einen Sinn, seitdem du nicht mehr bist, denn du hast mir gezeigt, wie wertvoll mein Leben ist“ deutlich werden. In dem Zeitungsinterview sagte er weiter: „Ich wusste nicht, wie sehr der Text auch Andere berühren sollte, die einen geliebten Menschen verloren haben. Der Zuspruch war überwältigend. Im Prinzip habe ich meinem verstorbenen Freund diesen Erfolg mitzuverdanken. Denn ohne die furchtbare Tragödie seines frühen Todes hätte es das Lied so nicht gegeben.“

## Rezensionen
Annika Rinsche hebt in einer Kritik den großen Erfolg des Songs auf Beerdigungen hervor, kritisiert dabei aber seine Beliebigkeit: „‚Geboren um zu leben‘ läuft seit Monaten als Dauerbrenner auf Beerdigungen und kann zudem hervorragend und universell zur Betrauerung von zerbrochenen Beziehungen, zerstrittenen Freundschaften oder eingeschläferten Haustieren eingesetzt werden. Zeilen wie ‚Geboren um zu leben, für den einen Augenblick, bei dem jeder von uns spürte, wie wertvoll Leben ist‘ haben gerade so viel Tiefgang, dass die Fans ihm Betroffenheit und Nachdenklichkeit abnehmen können, ohne aber von Komplexität überfordert zu werden“. Am 27. Mai 2011 wurde das Lied mit einem Comet in der Kategorie Bester Song ausgezeichnet.
Zum Charterfolg schrieb das Musikmagazin laut.de, dass dieser „nur für den ganz Unbedarften eine große Überraschung“ sei. Vielmehr wurde er durch die Vermarktung durch das Major-Label Universal und durch einen enormen Werbeaufwand vorgezeichnet: „Neben einer Doku bei RTL II, jeder Menge Interviews, Kinospots, Bauzaunplakatierung ging das Label auch im Internet in die Vollen“ und sprach damit vor allem sogenannte „Zielgruppen-Goths“ an. Das Lied gelte zudem als „typische deutsche Gruftballade inklusive leichtem Marschrhythmus und eingängigem Kinderchor im Refrain“.

## Kommerzieller Erfolg

### Chartplatzierungen
Zwischen dem 12. Februar 2010 und dem 25. November 2011 war Geboren, um zu leben 94 Wochen lang ununterbrochen in den deutschen Singlecharts notiert. Es war bis dato der am längsten ohne Unterbrechung platzierte deutschsprachige Titel, lediglich die Single Heavy Cross von Gossip konnte sich länger ohne Pause in den Charts halten.
| ChartsChartplatzierungen | Höchstplatzierung | Wochen |
| ------------------------ | ----------------- | ------ |
| Deutschland (GfK)        | 2 (106 Wo.)       | 106    |
| Österreich (Ö3)          | 8 (89 Wo.)        | 89     |
| Schweiz (IFPI)           | 13 (84 Wo.)       | 84     |

| ChartsJahrescharts (2010) | Platzierung |
| ------------------------- | ----------- |
| Deutschland (GfK)         | 4           |
| Österreich (Ö3)           | 8           |
| Schweiz (IFPI)            | 42          |

| ChartsJahrescharts (2011) | Platzierung |
| ------------------------- | ----------- |
| Deutschland (GfK)         | 86          |
| Österreich (Ö3)           | 75          |
| Schweiz (IFPI)            | 64          |

| ChartsJahrescharts (2010–2019) | Platzierung |
| ------------------------------ | ----------- |
| Österreich (Ö3)                | 3           |

### Auszeichnungen für Musikverkäufe
2018 erhielt die Band in Deutschland für 750.000 verkaufte Einheiten der Single fünf-fach-Gold und 2011 in der Schweiz für 30.000 verkaufte Einheiten eine Platin-Schallplatte.
| Land/Region        | Auszeichnungen für Musikverkäufe (Land/Region, Auszeichnung, Verkäufe) | Verkäufe |
| ------------------ | ---------------------------------------------------------------------- | -------- |
| Deutschland (BVMI) | 5× Gold                                                                | 750.000  |
| Schweiz (IFPI)     | Platin                                                                 | 30.000   |
| Insgesamt          | 1× Gold · 3× Platin ·                                                  | 780.000  |

## Coverversionen und Adaptionen

### Kontra K feat. NESS

#### Entstehung und Veröffentlichung
Im Jahr 2025 nahm der deutsche Rapper Kontra K, mit Unterstützung der österreichischen Musikerin Ness, eine Coverversion zu Geboren um zu leben auf. Geschrieben wurde diese Version vom Hauptinterpreten Thilo Brandt, Maximilian Diehn (Kontra K), Konstantin Scherer (Djorkaeff) und Vincent Stein (Beatzarre). Dadurch, dass der Refrain textlich auf das Original zurückgreift, ist der Originalautor Der Graf ebenfalls Urheber dieses Stücks. Die Strophen wurden umgeschrieben und haben keinen Bezug zum Original. Für die Produktion zeichneten Beatzarre und Djorkaeff verantwortlich.
Die Erstveröffentlichung von Geboren um zu leben erfolgte als Single am 1. Mai 2025 bei Letzte Wölfe. Diese erschien als digitaler Einzeltrack zum Download und Streaming. Einen Tag nach der Singleveröffentlichung erschien das dazugehörige Musikvideo, das unter der Regie von Kontra K selbst entstand und bis Mai 2025 über 800 Tausend Aufrufe auf der Videoplattform YouTube zählte.

#### Chartplatzierungen
Kontra Ks Version zu Geboren um zu leben stieg am 9. Mai 2025 auf Rang sieben der deutschen Singlecharts ein und avancierte zu seinem 19. Top-10-Erfolg, seine beste Platzierung gelang dem Lied mit Rang vier am 30. Mai 2025. Für Ness ist es nach Jetzt weinst du (Januar 2024) der zweite Charthit in Deutschland, zum ersten Mal erreichte sie die Top 10. Darüber hinaus wurde das Lied ein Charterfolg in Österreich (Rang 12) und der Schweiz (Rang 23).
| ChartsChartplatzierungen | Höchstplatzierung | Wochen |
| ------------------------ | ----------------- | ------ |
| Deutschland (GfK)        | 4 (… Wo.)         | …      |
| Österreich (Ö3)          | 12 (12 Wo.)       | 12     |
| Schweiz (IFPI)           | 23 (3 Wo.)        | 3      |

### Weitere Coverversionen
- 2010: Adoro[24]
- 2010: Gregorian (englisch: Born to Feel Alive)[25]
- 2011: Die Schlümpfe (Geboren um zu schlumpfen)[26]
- 2013: Maximum (belgisch: Geboren om te leven)[27]
- 2014: Hämatom[28]
- 2014: Dewald Wasserfall (afrikaans: Gebore om te lewe)[29]
- 2018: Michael Hirte[30]
- 2019: Giovanni Zarrella (italienisch: Nati per la vita)[31]
- 2021: Sotiria & Giovanni Zarrella (italienisch: Nati per la vita)[32]

### Parodien
2010 nahm Otto Waalkes eine Parodie des Liedes unter dem Titel Geboren, um zu blödeln in sein Bühnenprogramm auf.
2011 wurden drei weitere Parodien veröffentlicht. Dennis und Jesko traten als Scheinheilig mit dem Titel Geschoren, um zu erleben im NDR Fernsehen auf. Thomas Nicolai präsentierte im Quatsch Comedy Club von Pro Sieben die Parodie Geboren, um zu hamstern, die zu seinem Comedy-Programm Das erste Mal gehört.
Im hr3 wurde Geboren, um ein zu heben von Jörg Bombach in der Sendung hr3- pop & weck – Die Bombi Show aufgeführt, bei der als Interpreten Unheimlich feat Das Schaf genannt wurden.
2015 texteten die Wise Guys für ihre Läuft bei euch-Albumtour das Lied in Leben um zu bohren um. Darin setzen sie sich in gewohnt lustiger Art und Weise mit der Pleite der Praktiker-Kette aus der Sicht eines Heimwerkers auseinander.